# コディ・カークランド
コディ・レイ・カークランド（Kody Ray Kirkland、1983年6月9日 - ）は、アメリカ合衆国アイダホ州ポカテッロ出身のプロ野球選手（外野手・内野手）。右投右打。日本球界では「コーディー・カークランド」と表記されていた。

## 経歴
2001年のMLBドラフトでピッツバーグ・パイレーツから30巡目（全体894位）で指名を受け、契約。
2006年、2007年と2年連続で、デトロイト・タイガースの40人ロースターに名前を連ねたがメジャーデビューは果たせなかった。2006年は、AAAで4試合に出場し、打率.176、打点1という成績だった。
2010年から2013年まで米独立リーグ・アトランティックリーグでプレー。2011年の秋には東北楽天ゴールデンイーグルスの入団テストを受けた。
2014年は台湾のアマチュアリーグ（ポップコーンリーグ）の 合作金庫でプレー。
2015年3月17日、四国アイランドリーグplusの香川オリーブガイナーズへ入団した。前期終了後の6月1日、5月31日付で退団（自由契約）したことが香川球団から発表された。

## プレースタイル・人物
本職は三塁手だが、捕手以外のすべてのポジションを守ることができる。
楽天の入団テストを受けた際に、星野仙一監督（当時）から阪神タイガースに所属し、日本プロ野球シーズン最多安打（214本）記録保持者でもあるマット・マートンにそっくりだといわれた。そのマートンとは2005年の秋季リーグで一緒だったらしく、「光栄だよ」と、先に日本で成功を収めた先輩に敬意を表した。テストを終えた際には「マタ、クメジマデ」と話し、来春キャンプ地（久米島）を挙げ笑いを誘った。

## 詳細情報

### 独立リーグでの打撃成績
四国アイランドリーグplus
| 年 度     | 球 団     | 打 率 | 試 合 | 打 席 | 打 数 | 得 点 | 安 打 | 二 塁 打 | 三 塁 打 | 本 塁 打 | 打 点 | 三 振 | 四 球 | 死 球 | 犠 打 | 犠 飛 | 盗 塁 | 長 打 率 | 出 塁 率 | 併 殺 打 | 失 策 |
| --------- | --------- | ----- | ----- | ----- | ----- | ----- | ----- | -------- | -------- | -------- | ----- | ----- | ----- | ----- | ----- | ----- | ----- | -------- | -------- | -------- | ----- |
| 2015      | 香川      | .137  | 23    | 57    | 51    | 5     | 7     | 2        | 0        | 0        | 1     | 24    | 3     | 2     | 1     | 0     | 1     | .176     | .214     | 2        | 1     |
| 通算：1年 | 通算：1年 | .137  | 23    | 57    | 51    | 5     | 7     | 2        | 0        | 0        | 1     | 24    | 3     | 2     | 1     | 0     | 1     | .176     | .214     | 2        | 1     |

### 背番号
- 97 （2015年 - 同年5月31日）